# Midnight Eye Goku
Midnight eye Goku (ゴクウ, Midnight Eye) est un manga de Buichi Terasawa sorti en 1987 au Japon aux éditions A-Girl Rights Co.Ltd. La série comporte quatre volumes. En France, la série est sortie aux éditions Taifu Comics. 
La série a été adaptée en dessin animé sous le titre Midnight Eye Goku sous le format d'OAV.

## Synopsis
À Tokyo, dans un futur proche, Goku Furinji est ancien flic devenu détective privé tout ce qu'il y a de plus normal. Alors qu’il enquête sur les décès étranges de ses anciens collègues, il échappe de justesse à une mort certaine, en y laissant son œil gauche. 
Une mystérieuse organisation va lui greffer un œil bionique une sorte de terminal informatique surpuissant capable de se connecter à n’importe quel ordinateur ou système électronique dans le monde et d’en prendre le contrôle. Cette mystérieuse organisation va aussi lui fournir un bâton d’acier muni de diverses fonctions, dont celle de s’allonger à l’infini. Goku va décider de combattre le crime organisé de la ville de Tokyo.

## Personnages
- Goku Furinji

## Enquêtes
La série se décompose en sept enquêtes indépendantes
1. YÔKO
2. RYÔKO
3. LEILA
4. LA NYMPHE DES TENEBRES
5. LA CITE SUSPENDUE
6. CASSANDRA, LA FILLE DEMONIAQUE
7. BONNIE

## Parution des volumes en France
1. Volume 1, 24 janvier 2008  (ISBN 2-35180-207-1)
2. Volume 2, mars 2008  (ISBN 2-35180-215-2)
3. Volume 3, 15 mai 2008  (ISBN 978-2-35180-225-0)
4. Volume 4, aout 2008  (ISBN 978-2-35180-241-0)

## OAV
Les OAV portent sur deux histoires réalisées en 1989.
- MIDNIGHT EYE GOKU
- RYU